# Za mlýnem
Za mlýnem je přírodní památka na pomezí okresů Olomouc a Šumperk, poblíž obce Bílá Lhota. Oblast spravuje AOPK ČR Správa CHKO Litovelské Pomoraví. Důvodem ochrany je soubor mokřadních biotopů od bažinných luk po měkký luh.